# Koolance
Koolance, Inc. – американская компания, основана в 1995 году, разработчик и производитель систем жидкостного охлаждения для компьютеров и электронных устройств. Имеет ряд патентов связанных с инновационными разработками в сфере водяного охлаждения.

## О компании
Одна из самых известных разработок Koolance – внешняя система водяного охлаждения «Exos», которая представляет собой весь набор элементов, необходимых для построения СВО: радиатор с вентиляторами, помпа, бачок для жидкости, трубки, водоблоки, хладагент и элементы управления и мониторинга системы. До существования системы «Exos», необходимо было приобретать отдельные элементы СВО, в том числе и разных производителей, что требовало различных модификаций элементов, как для компьютера, так и для самой системы.
Также стоит отметить патентованную технологию Koolance Hydra-Pak. Принцип работы очень прост — в специальном алюминиевом кожухе располагаются пакеты, в которых происходит циркуляция жидкости, пакеты плотно прилегают к микросхемам, что обеспечивает эффективный отвод тепла. Данная технология применялась для охлаждения видеокарт, жестких дисков и модулей оперативной памяти.
В 2001 году был представлен первый в мире блок питания для компьютера мощностью 230 Ватт, компоненты которого были полностью погружены в не проводящую электрический ток охлаждающую жидкость. В 2007 году компания представила блок питания мощностью 1200 Ватт построенного с использованием жидкостного охлаждения. В 2008 году мощность блока питания составляла уже 1700 Ватт. На данный момент разработка блоков питания прекращена.
В настоящее время компания Koolance расширила ассортимент ОЕМ водоблоков для процессоров, видеокарт, оперативной памяти, жестких дисков, материнских плат. Занимается проектированием промышленных систем.
В России компанию Koolance широко представляет компания Meijin, которая использует продукцию Koolance для построения мощных игровых компьютеров с водяным охлаждением.